# Ferry Ebert

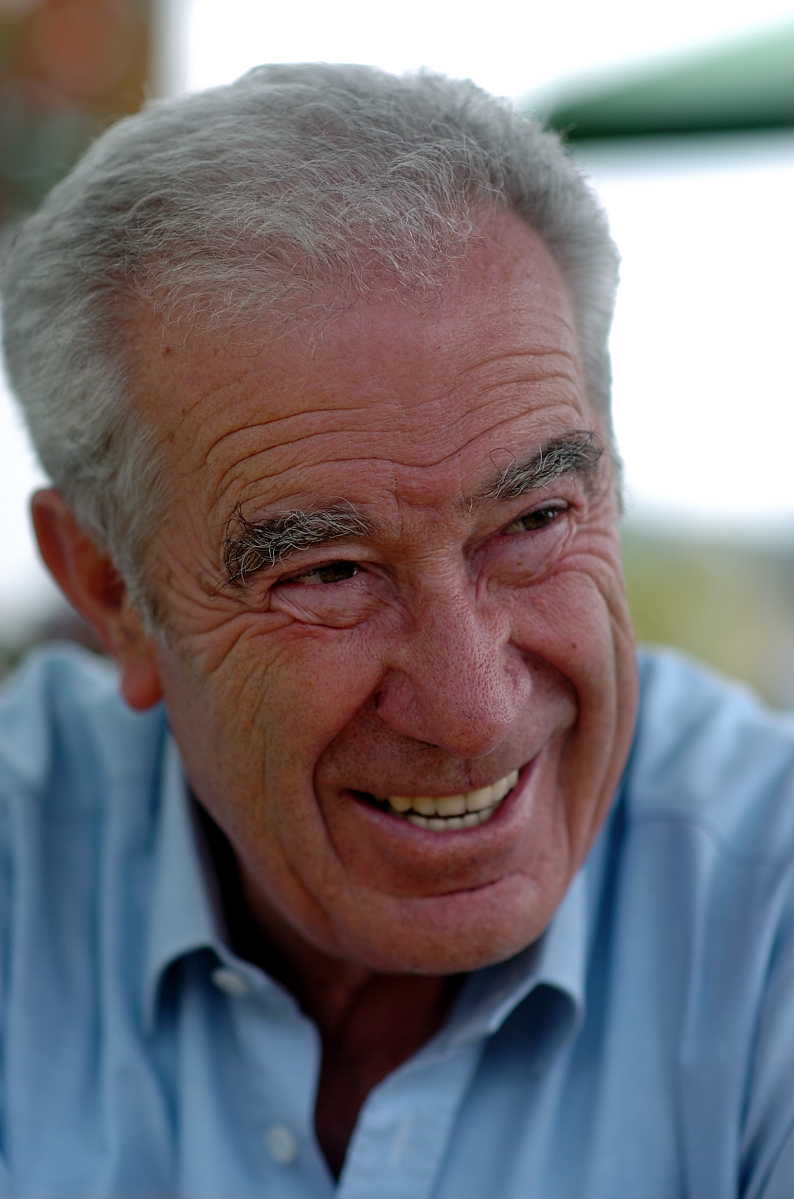
Ferry Ebert, 2006

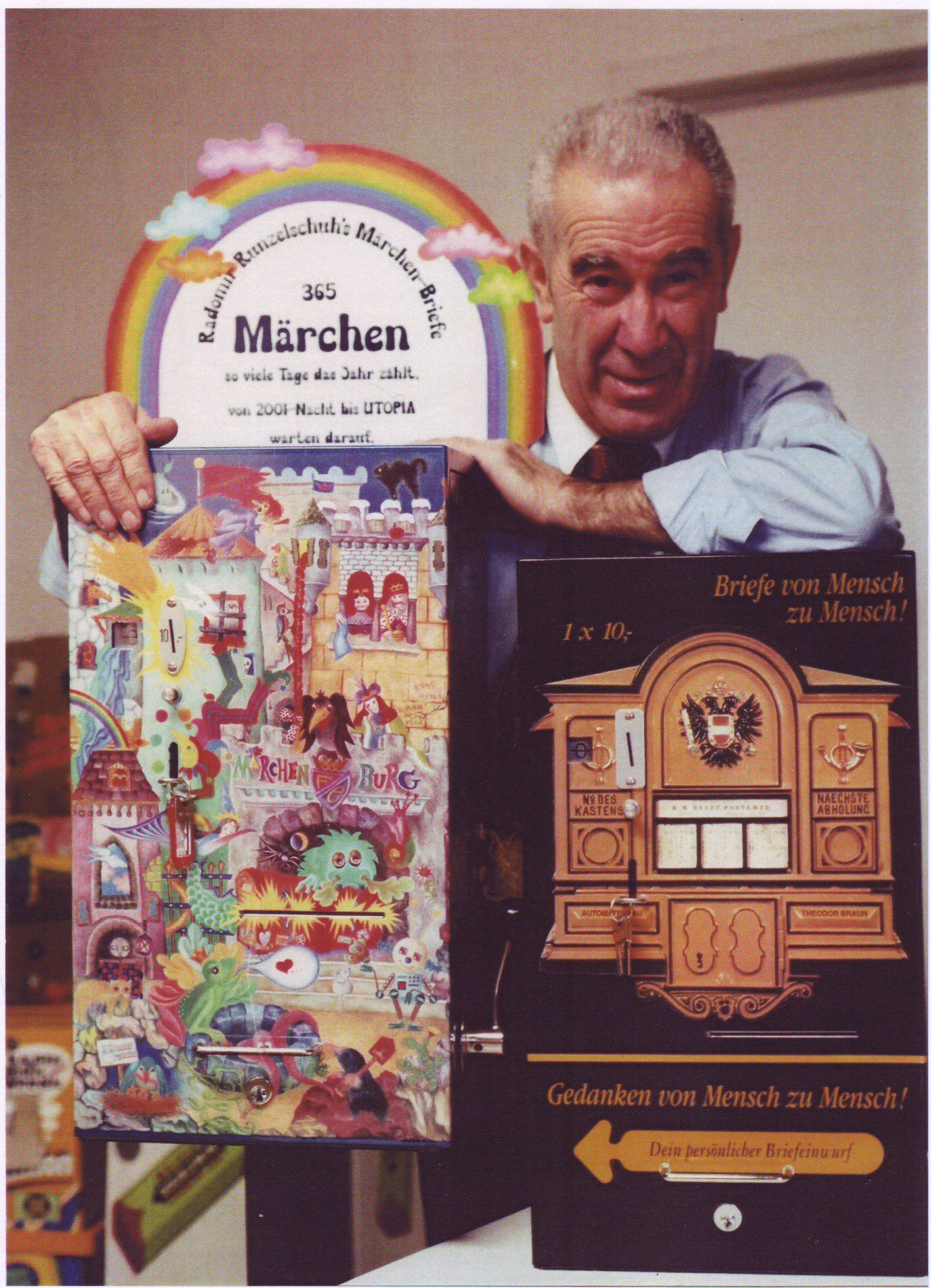
Ebert mit Märchen- und Gedankenautomat, 2006

Ferry Ebert (* 16. Dezember 1934 in Wien) ist ein österreichischer Unternehmer und Automatenhersteller. Er war ab den 1950er Jahren Wegbereiter für Warenautomaten, vor allem in Mitteleuropa und Skandinavien.

## Leben
Nach Abschluss der Handelsschule 1952 absolvierte er einige Lehrjahre als Glasbläser und später als Auslieferer bzw. Vertreter für Handelswaren. 1954 wurde er Vertreter bei „Blausiegel“, heute MAPA GmbH. 1956 kam er zum ersten Mal in Kontakt mit einer Lieferung von 300 Kondomautomaten von Blausiegel, die auf Grund einer Verkettung von Umständen an die Adresse seines Elternhauses geliefert wurden. Nach Rücksprache beim Besteller dieser Automaten, der Firma Blausiegel, begann Ebert mit dem Aufstellen dieser Automaten und setzte damit den Grundstein nicht nur für seine unternehmerische Laufbahn, sondern auch für die spätere Akzeptanz von Automaten in Österreich und über seine Grenzen hinaus.
1962 begann Ebert mit dem Aufstellen von Kondomautomaten mit seinem eigenen Unternehmen, das zur damaligen Zeit nur den Gewerbeschein für „ärztlichen Laborbedarf“ erhielt. 1986 startete das Unternehmen nach der Übernahme des einzigen österreichischen Warenautomatenherstellers, „Theodor Braun“, mit der Produktion von eigenen Automaten. Insgesamt wurden etwa 100.000 Automaten für Marken und Produkte wie PEZ, Haribo, Wrigley, Tic Tac, Tutti Frutti oder Brieflos hergestellt und in alle Welt verkauft.
Ab 1990 stellte Ebert in Wien den sogenannten Gedankenautomaten auf. Zog jemand um zehn Schilling einen Brief aus dem Automaten, so erfuhr er Eberts Gedanken zu einem speziellen Thema und war zugleich aufgefordert, einen Brief an den Urheber des Gedankenanstoßes zu übersenden. Rund eineinhalb Jahre später übertrug er dieses Konzept auf seinen Märchenautomaten, der zu einem Publikumshit wurde. Ebert initiierte auch die Versteigerung von Märchen aus Kinderhand im Wiener Dorotheum; der Erlös kam karitativen Zwecken zugute. Ein 2001 geplanter Börsegang des Unternehmens kam nicht zustande.
Mit der Einführung des Euro im Jahr 2002 beendete Ebert seine Unternehmertätigkeit mit dem Verkauf seiner alten Schillingautomaten, da die Umstellung der alleine in Österreich aufgestellten 10.000 Automaten nicht zu finanzieren gewesen wäre.
Eberts Automaten wurden bei einer Reihe von Ausstellungen, unter anderem im Schlossmuseum Linz und im Wien Museum, ausgestellt. Er spendete Automaten für Benefizveranstaltungen zugunsten der Tsunamikatastrophe 2004, des New York City Fire Departments und der Geiselnahme von Beslan. Einige seiner Kondomautomaten befinden sich im Wiener Museum für Verhütung und Schwangerschaftsabbruch.
Ferry Ebert lebt in Wien, ist verheiratet und hat zwei Kinder.
Houchang Allahyari  drehte über Ferry Ebert und dessen demenzkranke Frau Amalia – eine jahrzehntelange Liebe – das Porträt Und täglich frisch verliebt (2024).